# Museo Nacional de Pueblos Mágicos
El Museo Nacional de Pueblos Mágicos (MUPUMA) es un museo de arte popular y folclor mexicano ubicado en Calvillo, Aguascalientes. Se encuentra en la calle Juárez 312, en la zona centro de dicha localidad. Fue inaugurado el 12 de septiembre de 2019, logrando con la finalidad de resguardar piezas artísticas y culturales de los 121 Pueblos Mágicos que se encuentran alrededor de México.
Este recinto nace con el objetivo del rescate del folclor, tradiciones, costumbres, gastronomía y originalidad de diversas comunidades de México. De igual forma, se encontrarán representadas las artesanías, así como los procesos de elaboraciones de las mismas, en las cuales se encuentran reflejadas las raíces, tradiciones, y transformación de objetos cotidianos que se convierten en piezas artísticas.
La apertura de dicho recinto, se llevó a cabo en donde anteriormente funcionaba el Museo de Calvillo y se estima que inicialmente se realizó una inversión de alrededor de 10 millones de pesos, destinados principalmente a la museografía, así como una serie de adecuaciones en los espacios y áreas, que hicieron posible el resguardo de sus piezas.
El MUNPUMA cuenta con dos plantas, en lo que se estiman alrededor de 1,600 metros cuadrados, contando con diversas salas como, exposiciones temporales, permanentes y lúdicas, así como elementos distintivos del lugar, como su distintiva escalinata de caracol de estilo contemporáneo.
Algo importante de mencionar de este recinto, es su sede, ya que Calvillo es uno de los Pueblos Mágicos, más reconocido de México, gracias a su historia y cultura, considerado eslabón de la histórica Ruta de Hidalgo; uno de los mayores productores de la guayaba; heredero del arte del deshilado; crisol de historia, arte y tradición. Además de su reconocimiento como Pueblo Mágico desde noviembre de 2012.

## Contexto
La Secretaría de Turismo de México creó el proyecto de Pueblos Mágicos en 2001, con la finalidad de dar a conocer y preservar las tradiciones, artes, cultura y el pasado indígena de ciertas poblaciones del país. También hace énfasis en la arquitectura tradicional, virreinal, la historia y la gastronomía.
El proyecto nace como parte de la celebración del nombramiento de Calvillo, Aguascalientes, como Pueblo Mágico, además de la búsqueda de consolidarse como un destino turístico, logrando la inversión tanto pública como privada y logrando la participación del gobierno local, quien insistió al gobierno federal para la creación de este recinto, así como la participación de la Secretaría de Turismo. El museo fue inaugurado el 12 de septiembre de 2019, con la asistencia de Miguel Torruco Marqués, secretario de turismo federal.
Calvillo es la capital nacional de Pueblos Mágicos, siendo el único con piezas de cada uno de los 121, por los que se les busca dar promoción a cada uno de ellos. Con el fin de conservar el bagaje cultural, al igual que preservar elementos tangibles, intangibles e inmateriales de cara región, ya que ellos forman parte de la herencia cultural que se transmite de generación en generación enalteciendo la identidad histórica y cultural de las diversas regiones del país.
Para lograr este proyecto, fueron asignados recursos económicos por parte de los tres niveles de gobierno, con un estimado total de 22 millones de pesos. Considerando la construcción del Museo de Calvillo, hasta las adecuaciones para el MUNPUMA, con el fin de promover la industria turística de la entidad y región.
En su inicio el museo, fue difundido a través de plataformas digitales, las cuales cuentan con una audiencia de alrededor de 17 millones de personas, por otro lado, se promocionará en ferias internacionales y el Tianguis de Pueblos Mágicos, realizado del 24 al 27 de octubre de 2019, en Pachuca.

## Museografía
Una vez concretada la readecuación del museo, se solicitaron los artículos y objetos para exhibirlos, lo cual fue complejo, ya que fue necesario entablar contacto y hacer gestiones con 121 municipios de distintos estados, por lo que hubo una mediación entre las autoridades.
Una vez generada la adecuación del museo, comenzó la búsqueda de las piezas que lo conformarían, solicitando y recompilando artículos para su exhibición, lo cual presentó dificultades. Además de la diversidad de locaciones de las que procedían las piezas, también se tuvo que considerar el estado de las piezas, ya que algunas fueron recogidas personalmente y otras fueron enviadas a Calvillo. Algunas de las piezas presentaban daños o con afecciones, por lo que se contó con personal de restauración.
La museografía fue realizada por una empresa de Guanajuato, que había tenido colaboraciones con museos de Estados Unidos y Europa, así como con museos en la Habana, Cuba.

### Acervo
Dentro del acervo del museo se encuentra una gran diversidad de piezas, como artesanías de los tenangos, originarios de Tenango Doria, Hidalgo, representados mediante bordados realizados a mano, como representación principalmente a su flora y fauna, así como las festividades del municipio. En otras de sus piezas, se encuentran los huipiles de Huautla de Jiménez, Oaxaca y el árbol de la vida de Metepec, Estado de México, de los cuales sus orígenes se remontan a la conquista.

## Salas
Dentro de sus salas se encuentran el Patrimonio Natural de los Pueblos Mágicos de México, ello como forma de representación a la gran riqueza en especies endémicas de México, con alrededor de 23 mil de estas plantas, 600 especies de mamíferos, 1, 150 especies de aves, entre otras representaciones como a reptiles, la diversidad de los suelos y climas.
Cuentan con una sala temporal, llamada “Anita Brenner”, la cual ha contado con exposiciones alusivas a Pátzcuaro, Michoacán; abierta el 3 de marzo de 2020, y con una espera de invitar a Jalpa de Cánovas, Guanajuato; y posteriormente Tequila, Jalisco.
Dentro de sus distintas salas se encuentran representaciones, no solo a Calvillo, sino a cada uno de los distintos Pueblos Mágicos de México. 
El museo cuenta con 9 salas y otros espacios:
- Pasillo introductorio 1
- La magia de México en sus pueblos
- Sala 2. Aguascalientes y el patrimonio en sus pueblos
- Sala 3. ¡Calvillo huele a guayaba!
- Sala 4. Real de Asientos Pueblo Mágico
- Sala 5. San José de Gracia Pueblo Mágico
- Sala 6. Patrimonio Natural de los Pueblos de México
- Sala 7. Patrimonio Inmaterial de los Pueblos de México
- Sala 8. Patrimonio Material de los Pueblos de México
- Sala 9. Aguascalientes y el patrimonio en sus pueblos.
- Sala Anita Brenner 10: Exposiciones temporales.

## Horarios y costo
El museo abre de 11 a. m. a 6 p. m., de martes a domingo. Tiene un costo de 10 pesos.